# Le Grand Roc

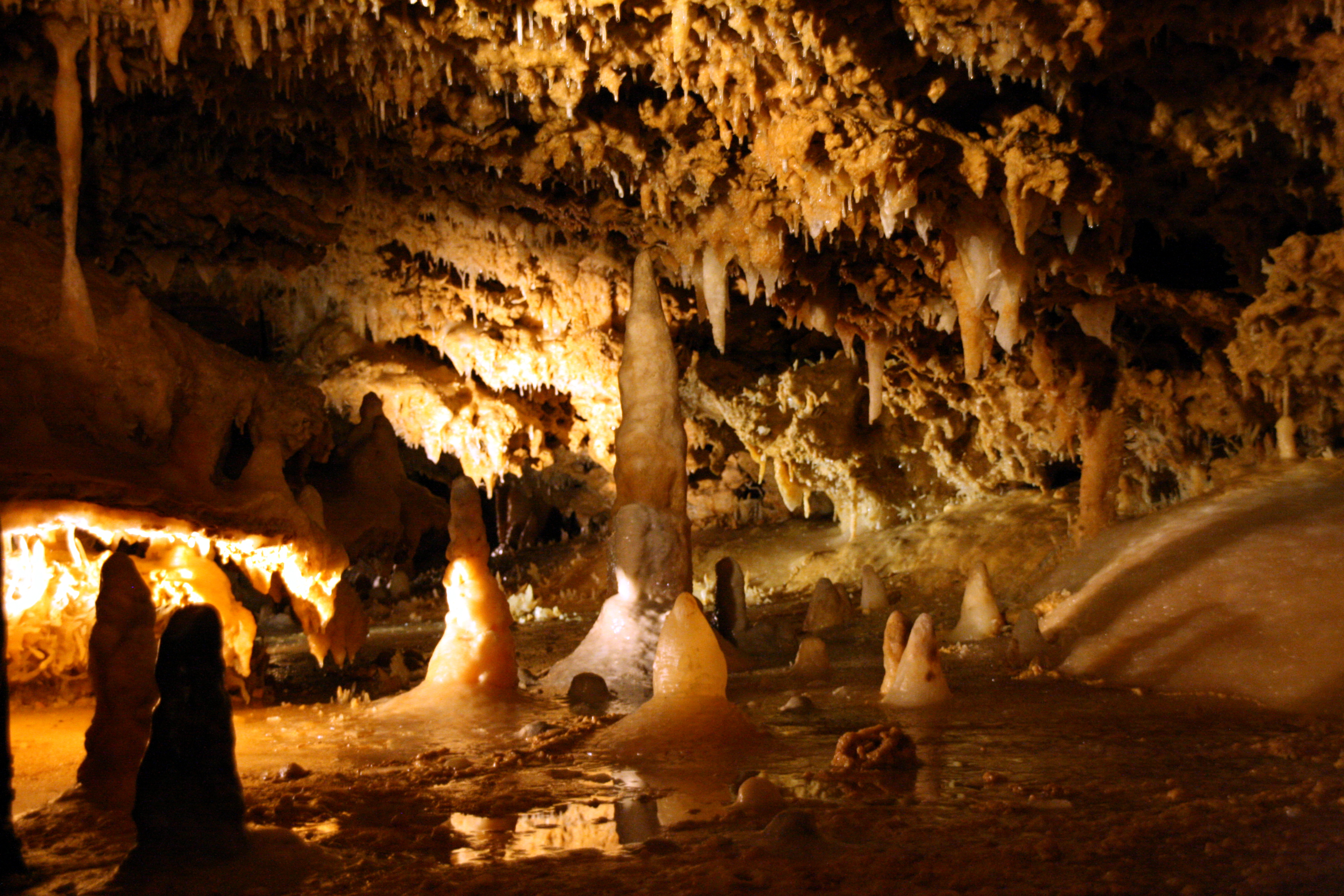
Das Innere der Höhle

Le Grand Roc ist eine Höhle auf dem Gebiet der französischen Gemeinde Les Eyzies-de-Tayac-Sireuil im Périgord noir im Département Dordogne. Sie wurde 1979 von der UNESCO zum Weltkulturerbe erklärt, als Teil der Stätte „Vézère-Tal: Fundorte und Höhlenmalereien“ mit dem Code 85-008. Es ist eine Höhle ohne bekannte prähistorische Besiedlung.
Sie wurde am 29. April 1924 von dem Archäologen Jean Maury entdeckt, der damals an der Höhle von Laugerie-Basse arbeitete. Die Höhle wurde für den Tourismus erschlossen und 1947 für Besucher geöffnet.

## Lage
Die Höhle liegt 1,4 km südöstlich der Ortschaft Manaurie und 1,8 km nordwestlich der Ortschaft Les Eyzies am rechten Ufer (Westseite) des Flusses Vézère. Der Abri von Laugerie-Basse liegt etwa 100 m nördlich. Die Klippe blickt nach Osten.
Moderne Häuser wurden unter dem Vordach am Fuß der Klippe, in die sich die Höhle öffnet, gebaut.

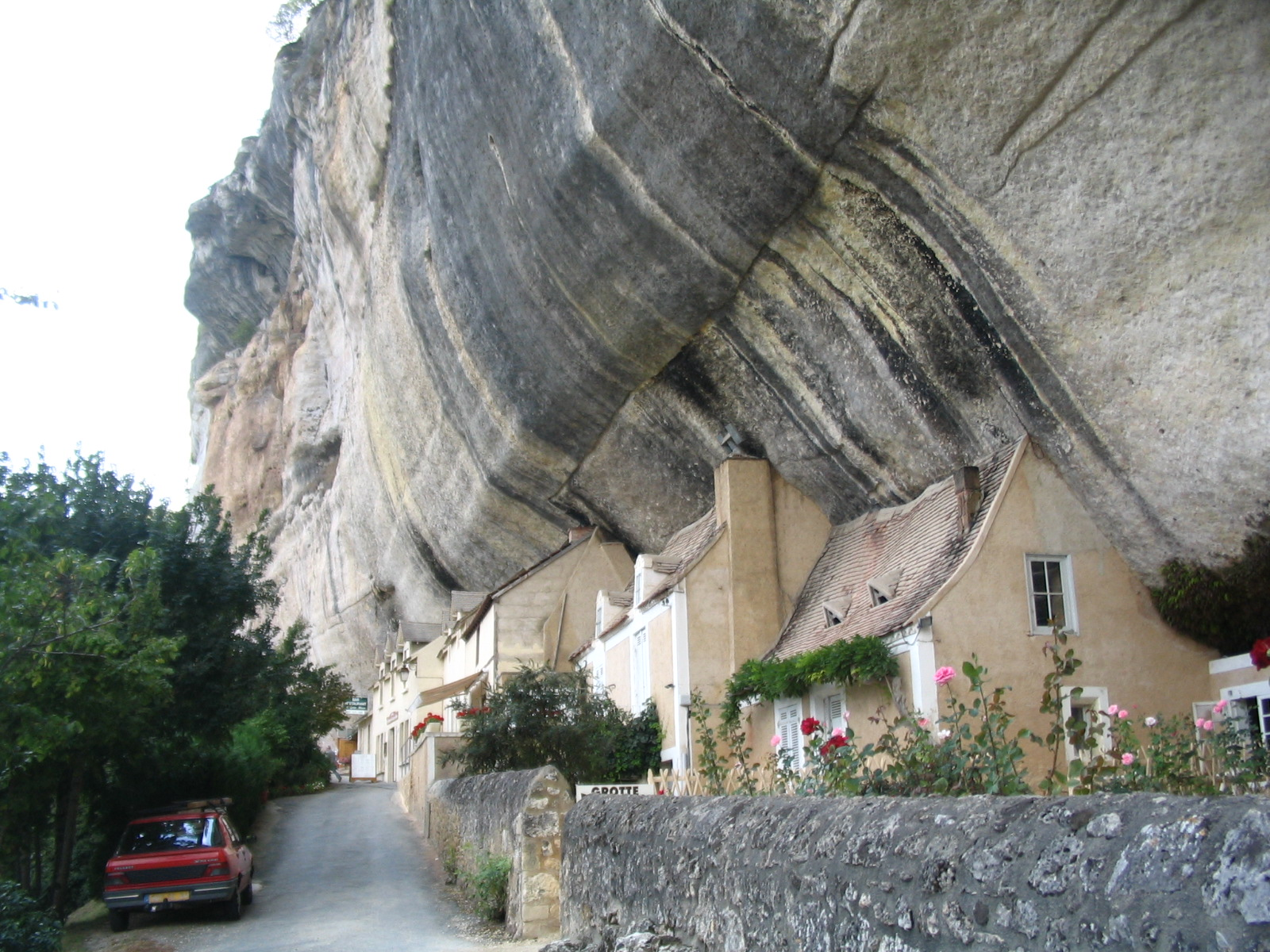
Häuser am Fuß der Klippen
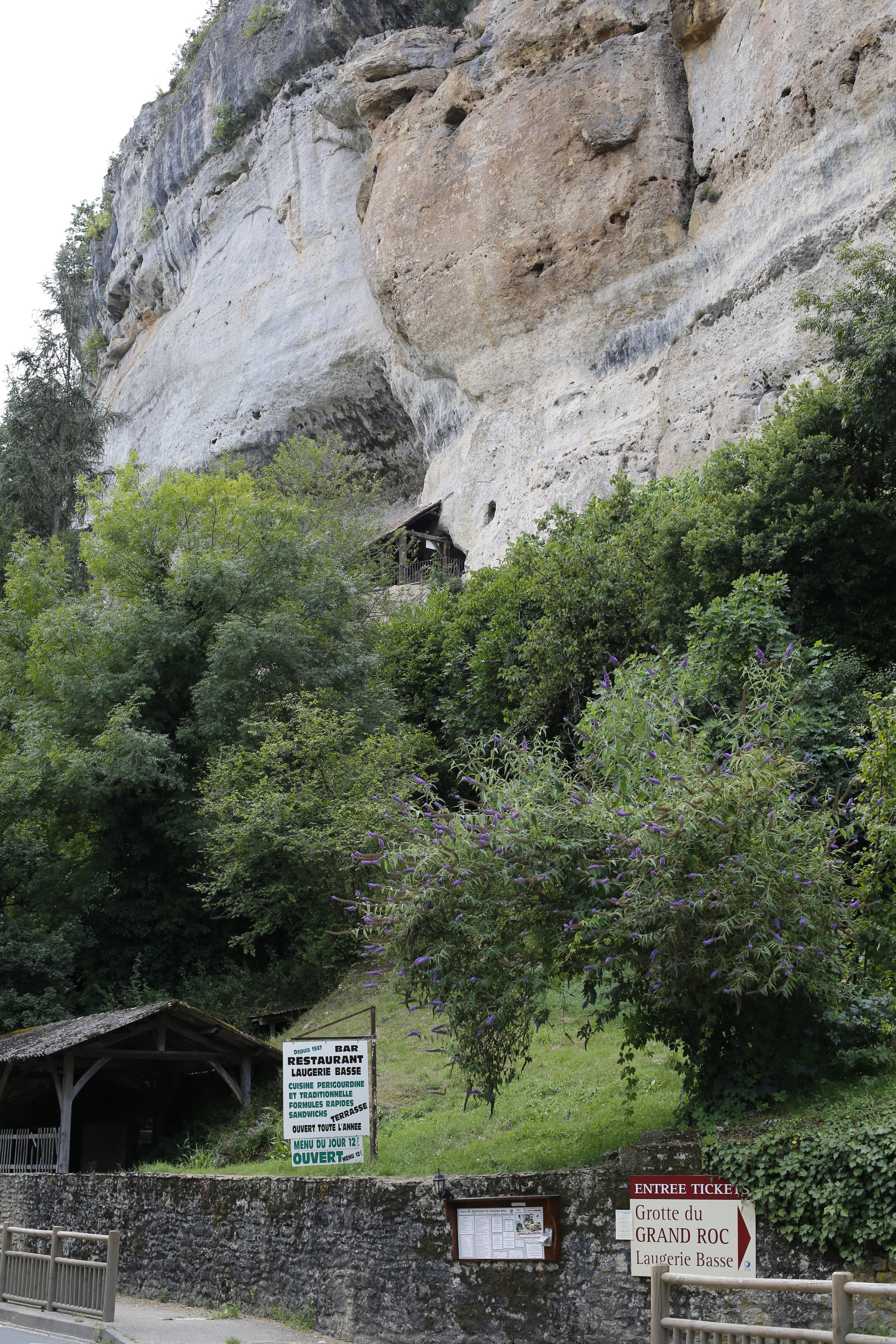
Der untere Teil der Treppe, die zum Höhleneingang führt (das Dach des Eingangs ist weiter oben zu sehen)

## Geologie
Sie ist besonders bemerkenswert für ihren geologischen Wert, da sie zahlreiche Formen von Kalzitkristallisationen enthält: Stalaktiten, Stalagmiten, stalagmitische Säulen, faustförmige Konkretionen, Excentrique, Sinterbecken und Dreiecke.
Die Höhle befindet sich im Kalkgestein aus dem Coniacium–Santonium (Oberkreide).
Die Besonderheit der Grand Roc liegt in ihren außergewöhnlichen Excentrique-Formationen, die den Eindruck vermitteln, sich in einem „Mineralwald“ zu bewegen. Das Vorhandensein von Mineralpartikeln im Wasser führt zu verschiedenen Färbungen: rot (Eisen(III)-oxid), ocker (Ton) und schwarz (Mangan).

Einige Speläotheme
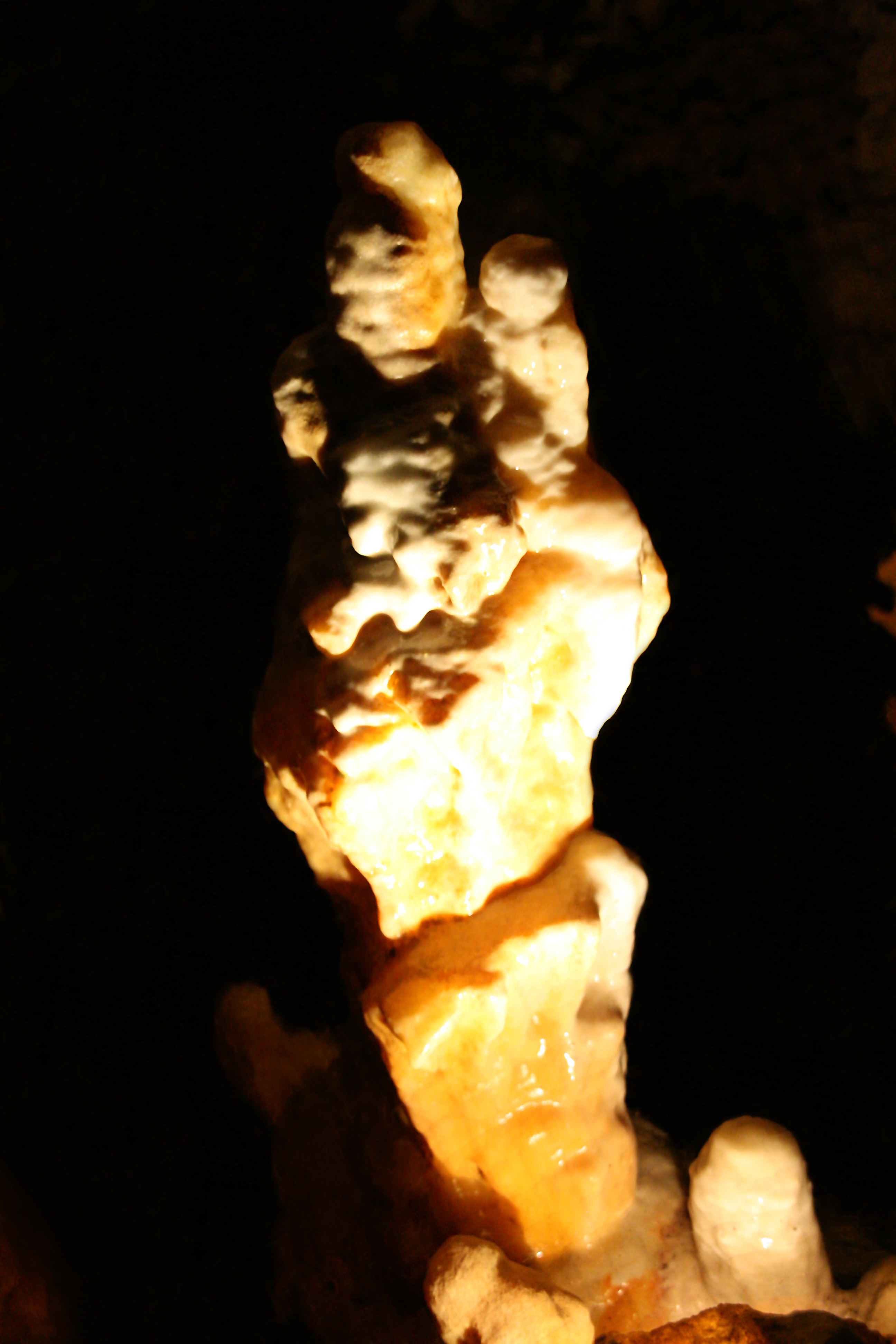
Stalagmit der „Jungfrau mit Kind“
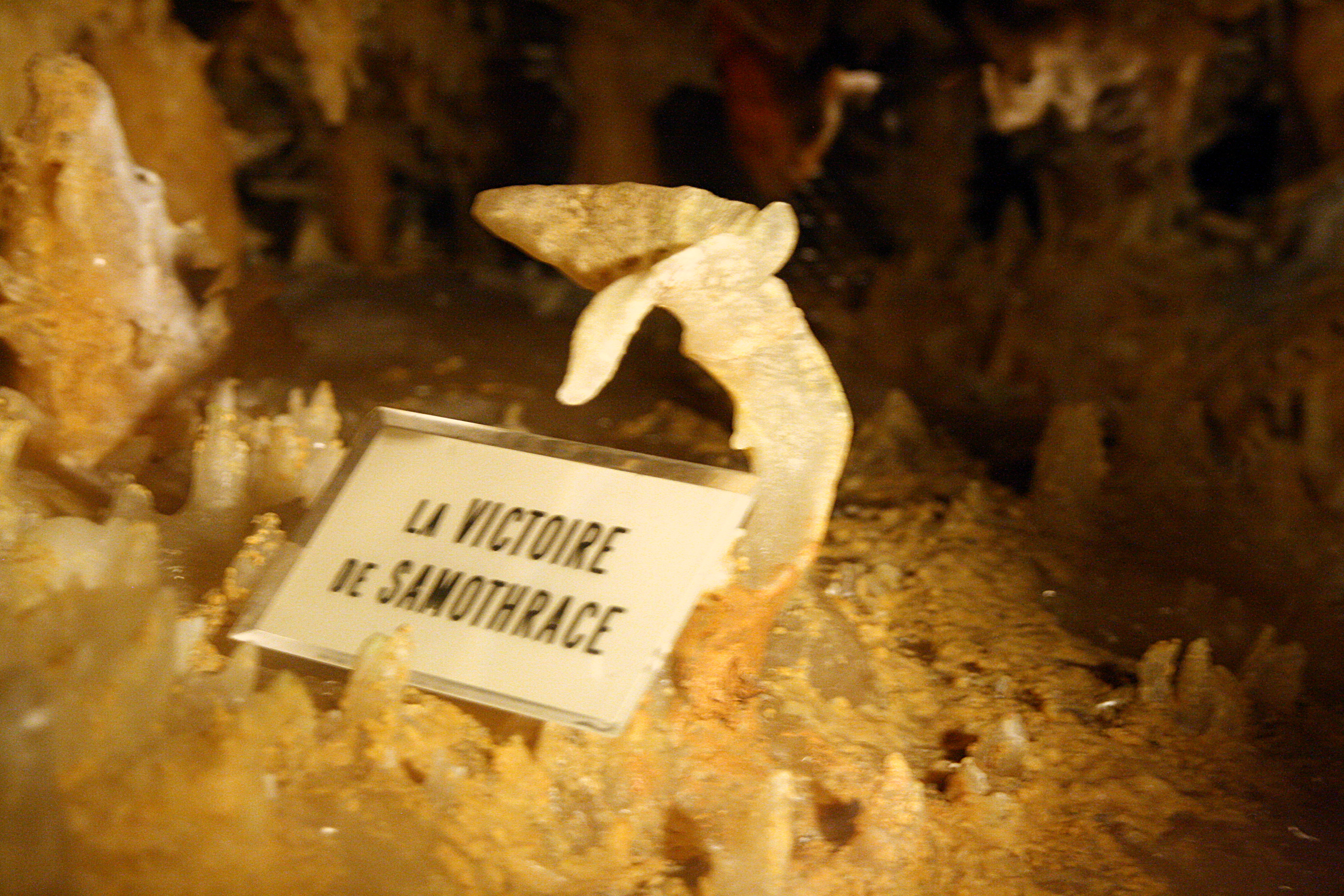
Excentrique, genannt „Nike von Samothrake“
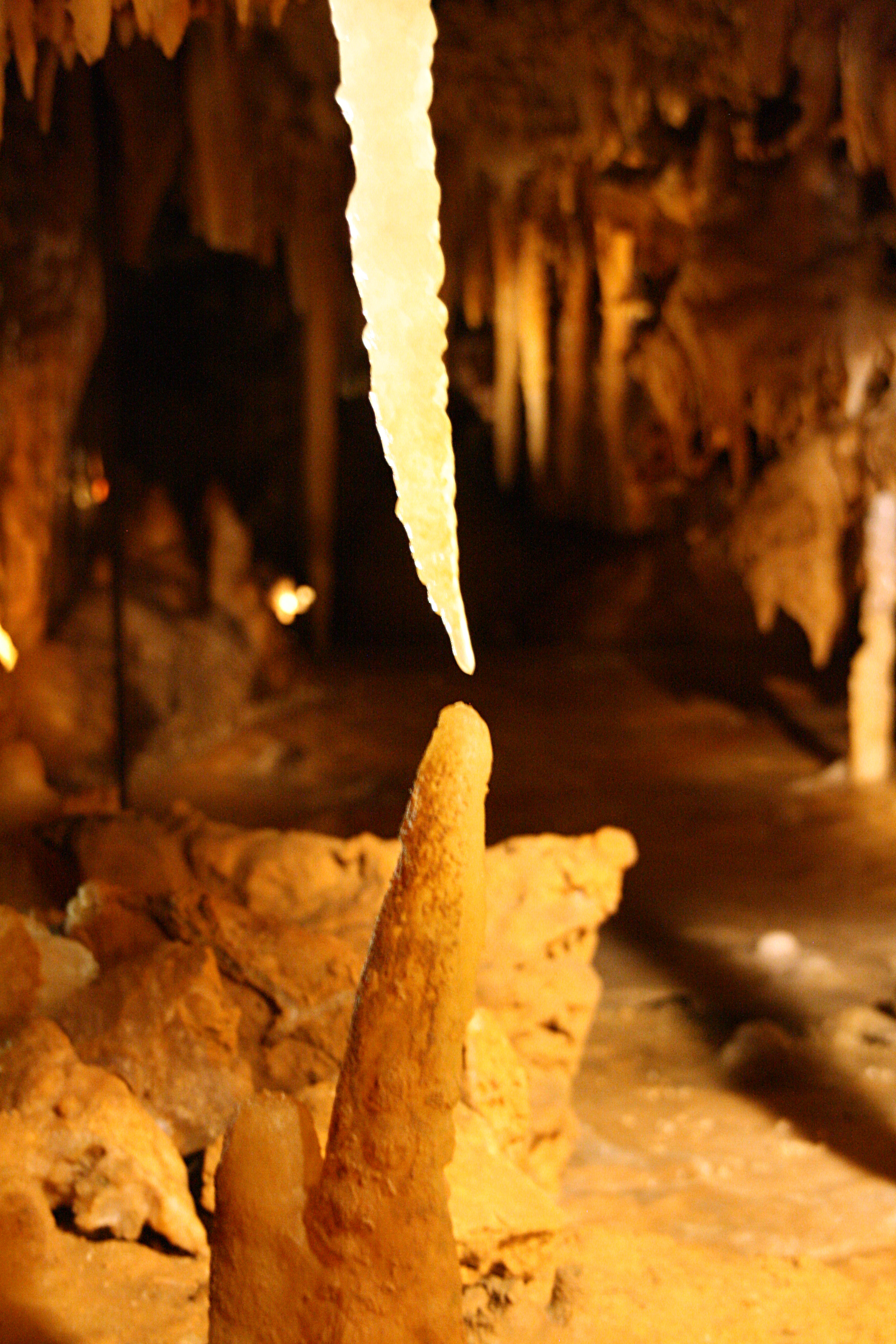
Stalaktit und Stalagmit: eine zukünftige Säule im Entstehen.
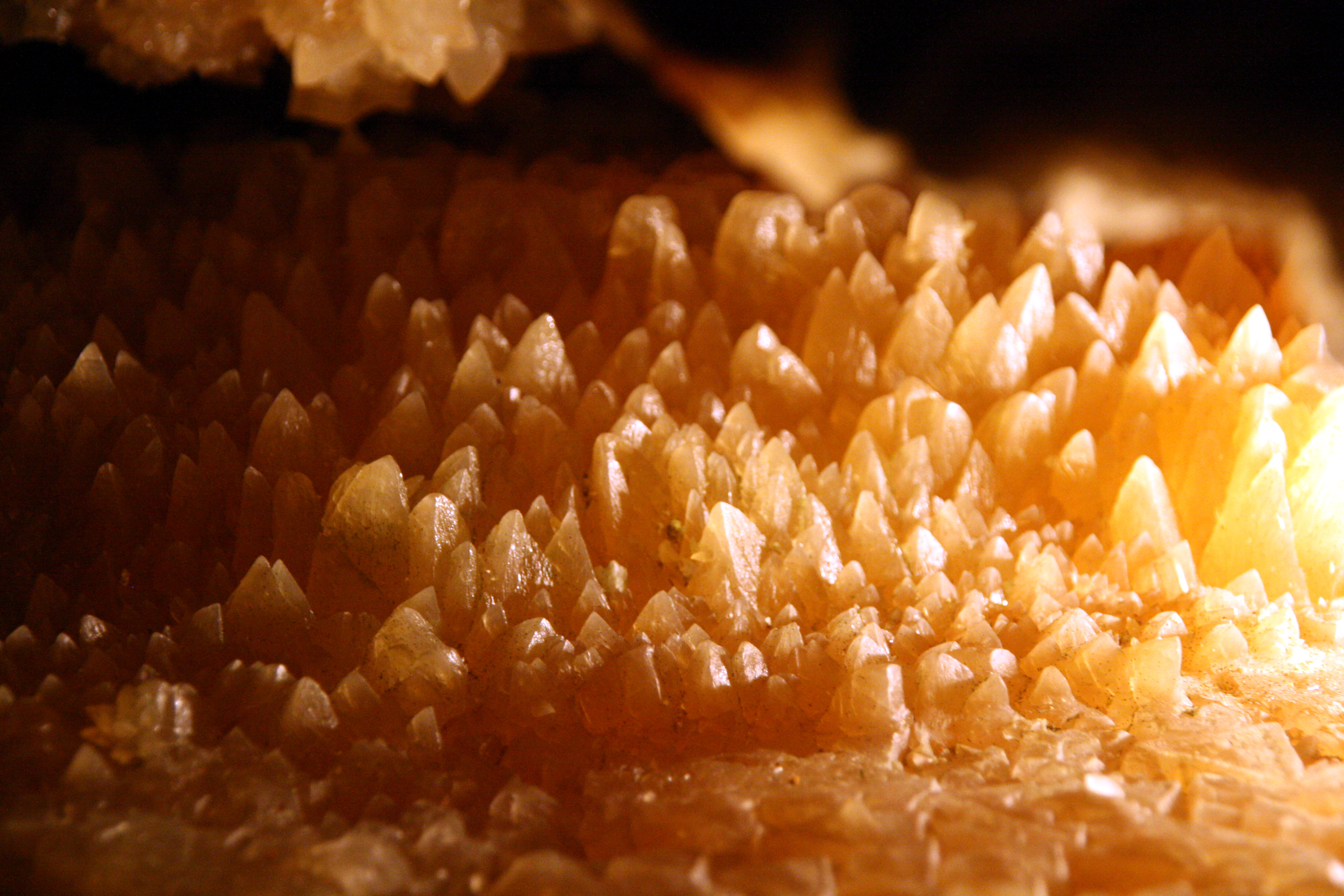
Tetraedrische Calcitkristalle

Neben anderen bemerkenswerten Speläothemen beherbergt die Höhle Calcitdreiecke, die in den französischen Höhlen, die für Touristen zugänglich sind, selten sind (z. B. Gouffre de Proumeyssac in der Dordogne, Höhle von L'Aguzou im Departement Aude). Diese Dreiecke sind in der Mitte hohl und gleichseitig: Calcit kristallisiert nach einem trigonalen System (oder rhomboedrischen System). Hier vollzog sich dieser Prozess im Zusammenhang mit einem kleinen, inzwischen ausgetrockneten Gewässer oder Sinterbecken.

Dreiecksfraktale von Kalksteinkristallen
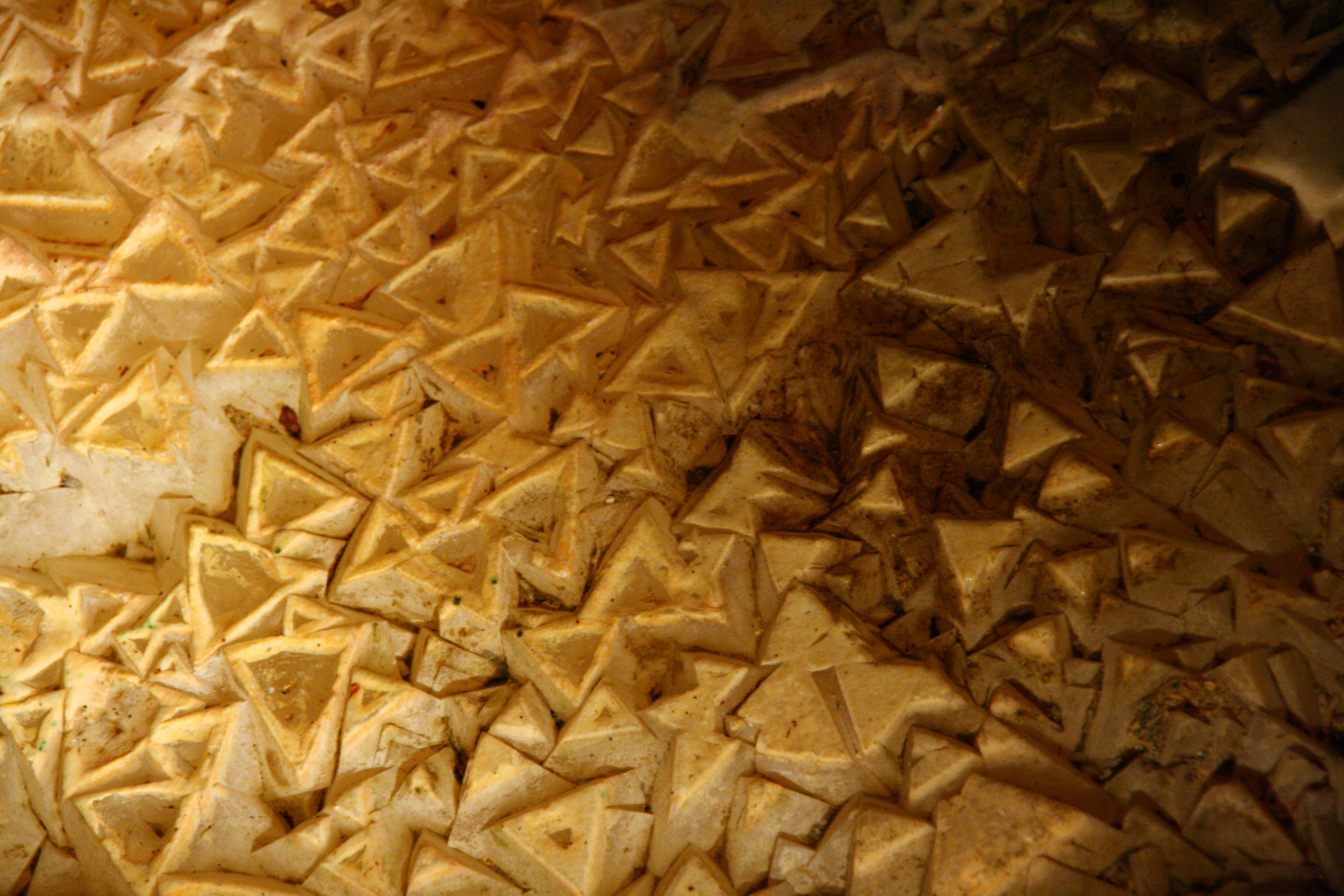
Nahansicht der Kristalle
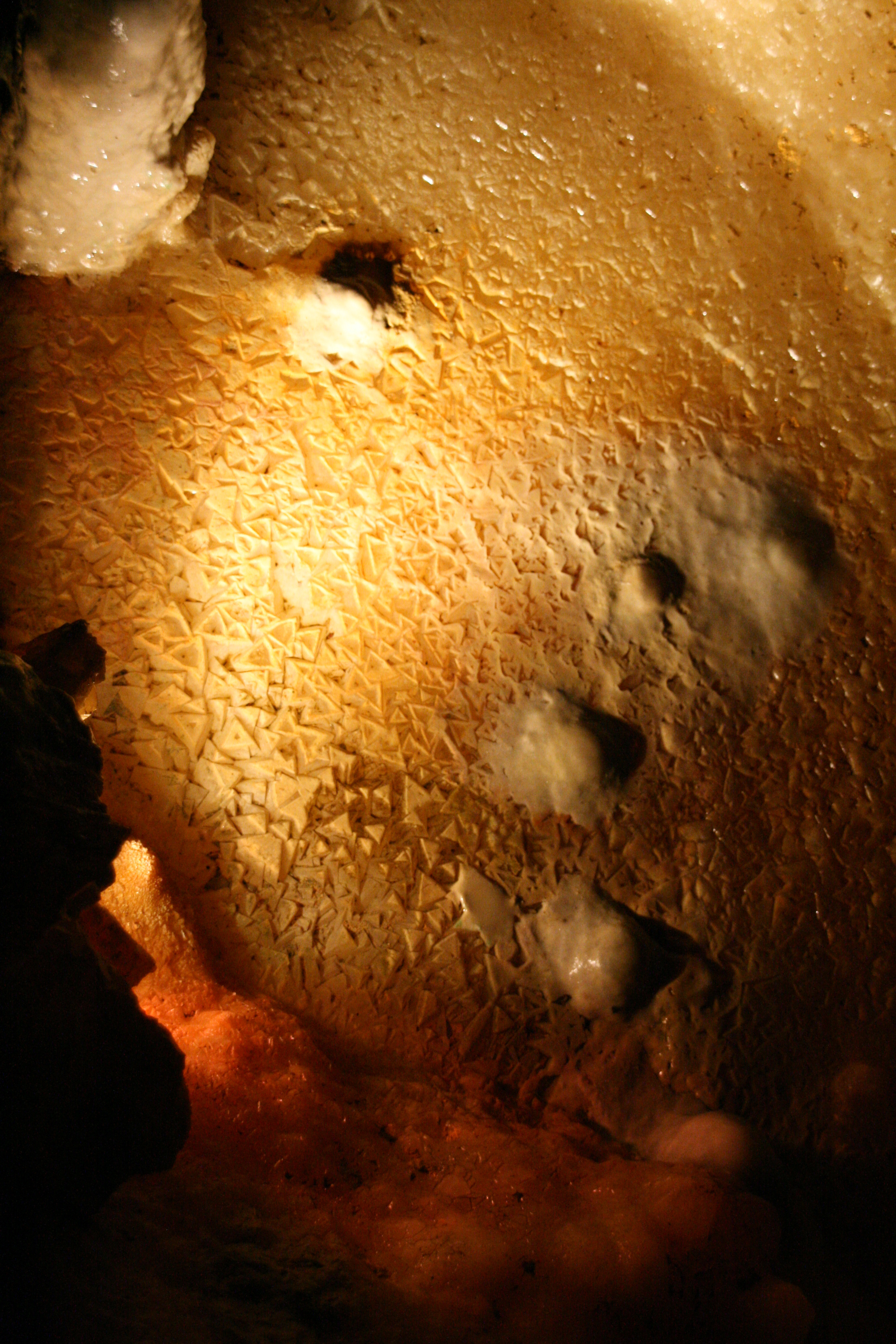
Kleines ausgetrocknetes Sinterbecken
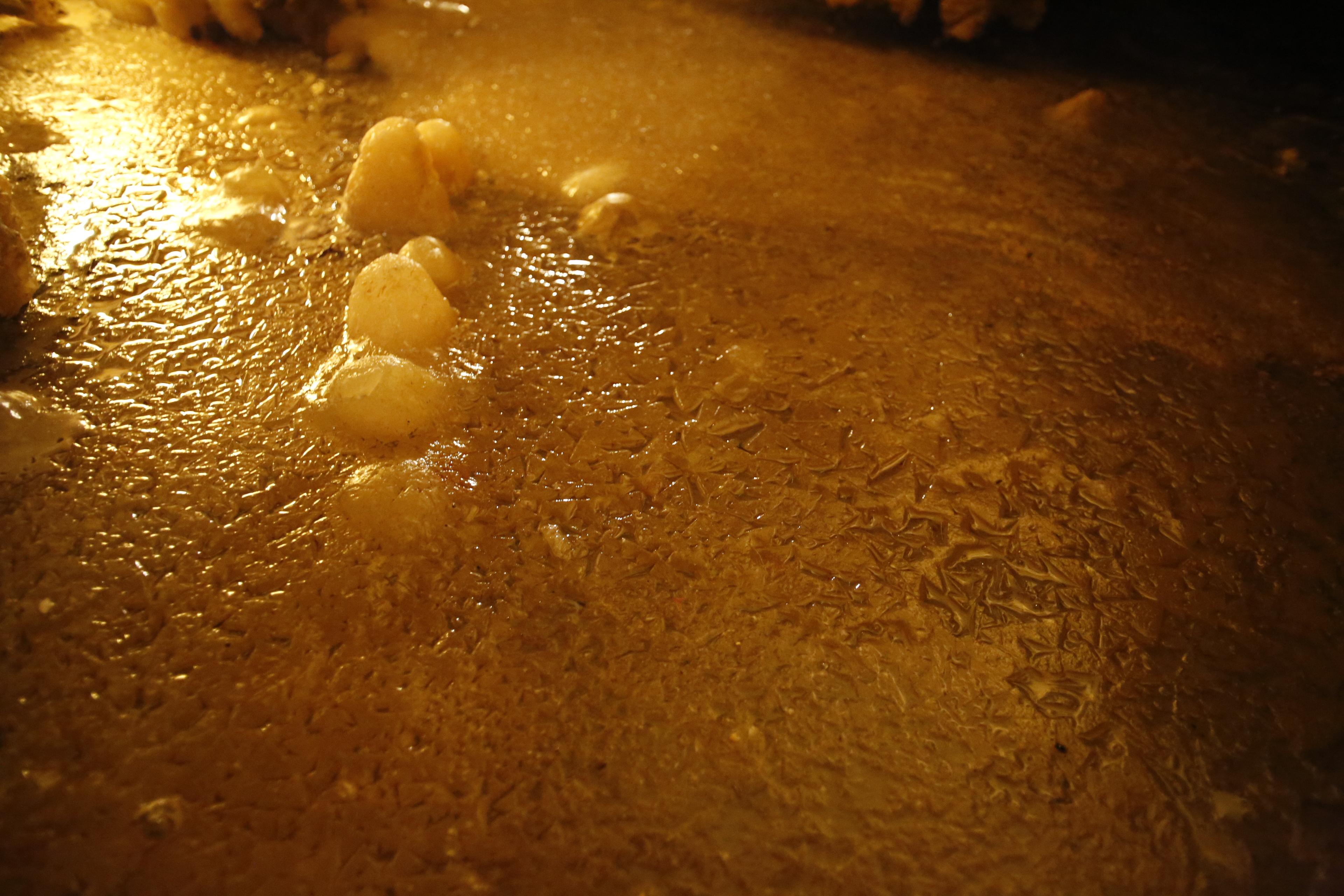
Teilweise mit Calcit bedeckt

## Tourismus

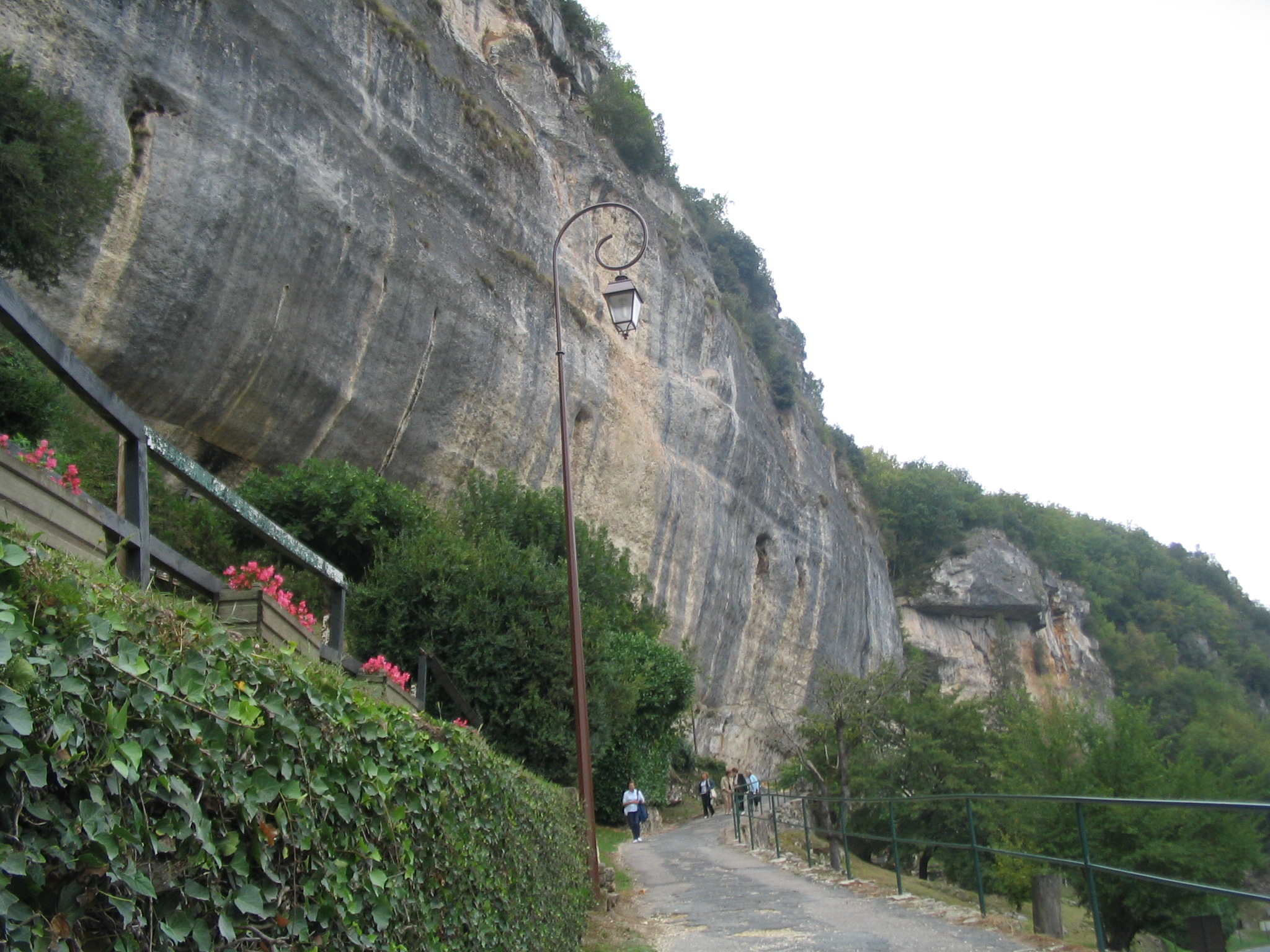
Weg zum Ticketverkauf

Die Höhle ist im Guide Michelin mit 2 Sternen ausgezeichnet.
Unter den Naturstätten der Region Nouvelle-Aquitaine rangierte das Gebiet 2018 mit 53.864 Besuchern auf dem zehnten Platz in Bezug auf die Zahl der Touristen.
Wegen der Zerbrechlichkeit der Kalksteingebilde begrenzen Barrieren den Weg der Touristen und einige Konkretionen werden durch Glasscheiben oder Maschendraht geschützt.